# Санти и Вина
«Санти и Вина» (тайск. สันติ-วีณา) — музыкальная драма режиссёра Раттаны Пестонжи. Долгое время считался утерянным.
Первый тайский фильм, завоевавший международное признание: на первом Азиатско-тихоокеанском кинофестивале в Токио он был удостоен серебряной премии, а также выиграл в номинациях «Лучшая операторская работа» и «Лучшая работа художника-постановщика». После возвращения в Таиланд режиссёр был оштрафован на 1000 бат за то, что не отправил картину цензорам перед тем, как посылать фильм за рубеж. Негатив картины был разрушен, и оригинал фильма считается утраченным.
Фильм стал первым тайским фильмом, показанным в Советском Союзе: в 1950-е годы Таиланд в политическом плане проводил проамериканскую и антисоветскую политику, однако когда от советского посольства поступило предложение приобрести картину, режиссёр дал своё согласие, надеясь, что хотя бы в сфере искусства двум странам удастся наладить сотрудничество.
В 2016 году восстановленная копия фильма (плёнки были найдены в архивах Китая и России) была продемонстрирована на Каннском кинофестивале.